# 응우옌 쑤언 손
하파에우송 베제라 페르난지스(Rafaelson Bezerra Fernandes, 1997년 3월 30일 ~ )는 흔히 하파에우송(Rafaelson) 또는 응우옌 쑤언 손(Nguyễn Xuân Son)으로 알려진 브라질 출생 베트남의 축구 선수로 현재 V리그 1의 텝싸인 남딘에서 공격수로 활약 중이며 베트남 대표팀의 일원으로도 활약하고 있다.

## 어린 시절
1997년 3월 30일 브라질 마라냥주 피라페마스의 가난한 가정집에서 교사였던 아버지와 농부였던 어머니 사이에서 태어나 14세 때 혼자 사우바도르로 이주하여 2011년부터 2년간 EC 바이아 유스팀에서 활동한 뒤 2013년부터 3년간 EC 비토리아 유스팀에서 활동했다.

## 클럽 경력

### 베트남 진출 전
2015 시즌을 앞두고 EC 비토리아 성인팀 입단을 통해 프로에 전격 입문하여 2016 시즌 캄페오나투 바이아누 우승을 경험했지만 2018 시즌까지 공식전 16경기 1골을 기록하는데 그쳤다.
그 후 일본 J1리그의 베갈타 센다이로 이적했지만 2019 시즌까지 공식전 1경기 출전에 그친 뒤 덴마크 퍼스트 디비전의 네스트베드 BK로 이적했으나 2019-20 시즌까지 공식전 26경기 5골의 아쉬운 성적을 기록했다.

### 텝싸인 남딘1기
2020 시즌을 앞두고 V리그 1의 텝싸인 남딘으로 이적하여 공식전 20경기 9골의 준수한 성적을 거두었다.

### SHB 다낭
2021 시즌을 앞두고 같은 V리그 1 소속팀인 SHB 다낭으로 트레이드된 후 12경기 6골을 기록하며 리그 득점 부문 공동 4위에 이름을 올리는 기염을 토했다.

### 꾸이년 빈딘
2021 시즌 종료 후 꾸이년 빈딘으로 트레이드되어 2023 시즌까지 2시즌동안 공식전 45경기 25골을 터뜨리는 맹활약으로 팀의 2022 시즌 V리그 1 3위와 베트남컵 준우승, 2023 시즌 베트남컵 3위의 성적에 기여했고 특히 2023 시즌 리그에서 18경기 16골을 터뜨리며 생애 첫 득점왕을 차지하는 영예를 안았다.

### 텝싸인 남딘 2기
2023-24 시즌을 앞두고 텝싸인 남딘으로 3년만에 복귀한 뒤 2023-24 시즌 공식전 27경기 32골을 터뜨리며 39년만의 리그 우승과 2024 시즌 베트남 슈퍼컵 우승을 안겼고 특히 2023-24 시즌 리그에서 24경기 31골의 폭발적인 득점력으로 꾸이년 빈딘 소속 시절이던 2023 시즌에 이어 2시즌 연속 리그 득점왕을 거머쥐었다.

## 국가대표팀 경력

### 베트남 A대표팀
2024년 11월 김상식 전 전북 현대 모터스 감독이 이끄는 베트남 A대표팀에 합류한 뒤 2024년 아세안 챔피언십을 앞두고 예비 명단에 들었다가 대회 3일 전인 12월 5일 26인 최종 엔트리에 이름을 올리면서 대표팀 승선 한달만에 처음으로 국제 대회 무대에 발을 내딛었다.
그리고 국제 A매치 데뷔전인 미얀마와의 B조 조별리그 최종전에서 A매치 데뷔골을 멀티골로 장식하며 팀의 5-0 대승과 함께 6회 연속 아세안 챔피언십 4강 진출에 관여한 뒤 싱가포르와의 4강 2연전에서 3골을 터뜨리며 팀의 2회 연속 결승 진출을 이끌었고 태국과의 결승 1차전에서도 멀티골을 터뜨리는 등 5경기 7골로 대회 득점왕에 오르면서 박항서 감독 시절 우승을 일궈냈던 2018년 이후 팀의 6년만의 통산 3번째 아세안 챔피언십 우승의 일등공신이 되었다.

## 수상 내역

### 클럽
EC 비토리아
- 캄페오나투 바이아누 : 우승 (2016)

꾸이년 빈딘
- V리그 1 : 3위 (2022)
- 베트남컵 : 준우승 (2022), 3위 (2023)

텝싸인 남딘
- V리그 1 : 우승 (2023-24)
- 베트남 슈퍼컵 : 우승 (2024)

### 국가대표팀
베트남
- 아세안 챔피언십 : 우승 (2024)

### 개인
- V리그 1 득점상 : 2023 (16골), 2023-24 (31골)
- V리그 1 올해의 팀 : 2023, 2023-24
- V리그 1 최우수 선수 : 2023-24
- 아세안 챔피언십 최우수 선수 : 2024
- 아세안 챔피언십 득점상 : 2024 (7골)
- 아세안 챔피언십 올스타 11 : 2024
- 베트남 골든볼 최우수 외국인 선수 : 2024